# Cassidibracon castus
Cassidibracon castus är en stekelart som beskrevs av Donald L.J. Quicke 1987. Cassidibracon castus ingår i släktet Cassidibracon och familjen bracksteklar. Inga underarter finns listade.